# Orthochirus navidpouri
Espèce
Orthochirus navidpouri est une espèce de scorpions de la famille des Buthidae.

## Distribution
Cette espèce est endémique d'Iran. Elle se rencontre dans les provinces du Lorestan et du Khouzistan.

## Description
Le mâle holotype mesure 31,21 mm et la femelle paratype 34,90 mm.

## Étymologie
Cette espèce est nommée en l'honneur de Shahrokh Navidpour.

## Publication originale
- Kovařík, Yağmur, Fet & Hussen, 2019 : « A review of Orthochirus from Turkey, Iraq, and Iran (Khoozestan, Ilam, and Lorestan Provinces), with descriptions of three new species (Scorpiones: Buthidae). » Euscorpius, no 278, p. 1-31 (texte intégral).